# جوانی جان من
جوانی جان من (به هندی: Jawaani Jaaneman) فیلمی محصول سال ۲۰۲۰ و به کارگردانی نیتین کاککار است. در این فیلم بازیگرانی همچون سیف علی خان، تابو، آلایا فورینتورووالا، کبری سایت، چانکی پاندی ایفای نقش کرده‌اند.